# Gonzalo Centelles Nebot
Gonzalo Centelles Nebot (Castelló de la Plana, 30 d'agost de 1945) és un polític valencià, diputat a les Corts Valencianes i alcalde de Costur.
Treballador del sector del comerç, milita en el PSPV-PSOE i a les eleccions municipals espanyoles de 1979 fou escollit alcalde de Costur (Alcalatén). En 2013 era un dels 47 alcaldes de l'Estat espanyol elegits en 1979 que encara es mantenia com a alcalde. També fou elegit diputat a les eleccions a les Corts Valencianes de 1983. De 1983 a 1987 fou membre de la Comissió d'Indústria, Comerç i Turisme de les Corts Valencianes.